# Jacquemontia havanensis
Jacquemontia havanensis là một loài thực vật có hoa trong họ Bìm bìm. Loài này được (Jacq.) Urb. mô tả khoa học đầu tiên năm 1902.